# Автоматизированная система централизованного оповещения
Автоматизированная система централизованного оповещения (АСЦО) — система оповещения населения и органов власти о чрезвычайной ситуации природного или техногенного характера угрожающей жизни и здоровью населения или начале крупномасштабных военных действий (в том числе при ядерной войне), в которой передача, обработка, приём сигналов и информации оповещения осуществляются с использованием технических средств и комплексов автоматизации оповещения, сопряжённых с сетью связи общего пользования и ведомственными сетями связи, а также с сетью вещания.
Российское законодательство определяет систему оповещения населения как совокупность технических средств, предназначенных для приема, обработки и передачи в автоматизированном и (или) автоматических режимах сигналов оповещения и экстренной информации об опасностях, возникающих при военных конфликтах или вследствие этих конфликтов, а также при чрезвычайных ситуациях природного и техногенного характера.

## Россия

### История

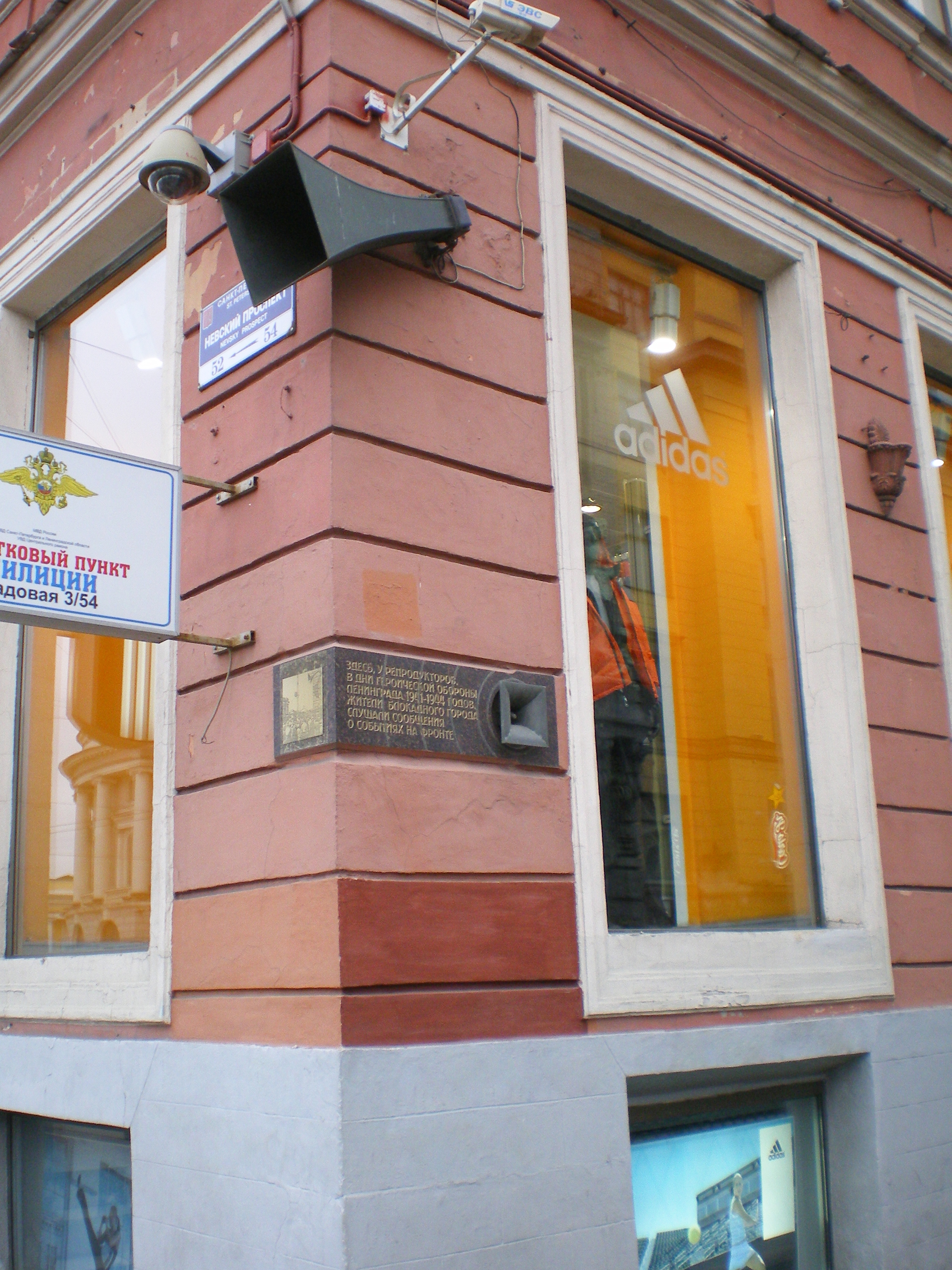
Памятник обороне Ленинграда

Исторически сигналы оповещения носили названия повестки, например повестками назывались сигналы, которые играли сигнальщики на судах в XIX веке. В настоящее время повесткой во флоте называется сигнал на горне, который исполняется на горне за 15 минут до подъема и спуска военно-морского флага. Исторически для обозначения технических средств, служащих для оповещения использовали термин вестовой (вестовой огонь, вестовая пушка, вестовое судно).
Во время блокады Ленинграда радиосеть несла информацию для населения о налётах и воздушной тревоге. Знаменитый «метроном» вошел в историю блокады Ленинграда как культурный памятник сопротивления населения.
Тогда в городе работало более 1 тыс. громкоговорителей, 400 тыс. радиоточек. Если не было программ вещания, то транслировался метроном с замедленным ритмом 50-55 тактов в минуту. Сеть была включена круглосуточно, что давало возможность населению и службам быть уверенными в работе сети. По приказу штаба МПВО дежурный Центральной станции радиосети прерывал вещание программы, включал электропроигрыватель с грамзаписью текста тревоги. Эту запись дополняло 400 электрических сирен. По окончании грамзаписи включался метроном с учащенным ритмом 160—180 тактов в минуту. Когда опасность миновала, по приказу штаба вновь включался электропроигрыватель, на улицах и в домах раздавался сигнал отбоя тревоги, сопровождающийся звуками фанфар.

### Оповещение населения

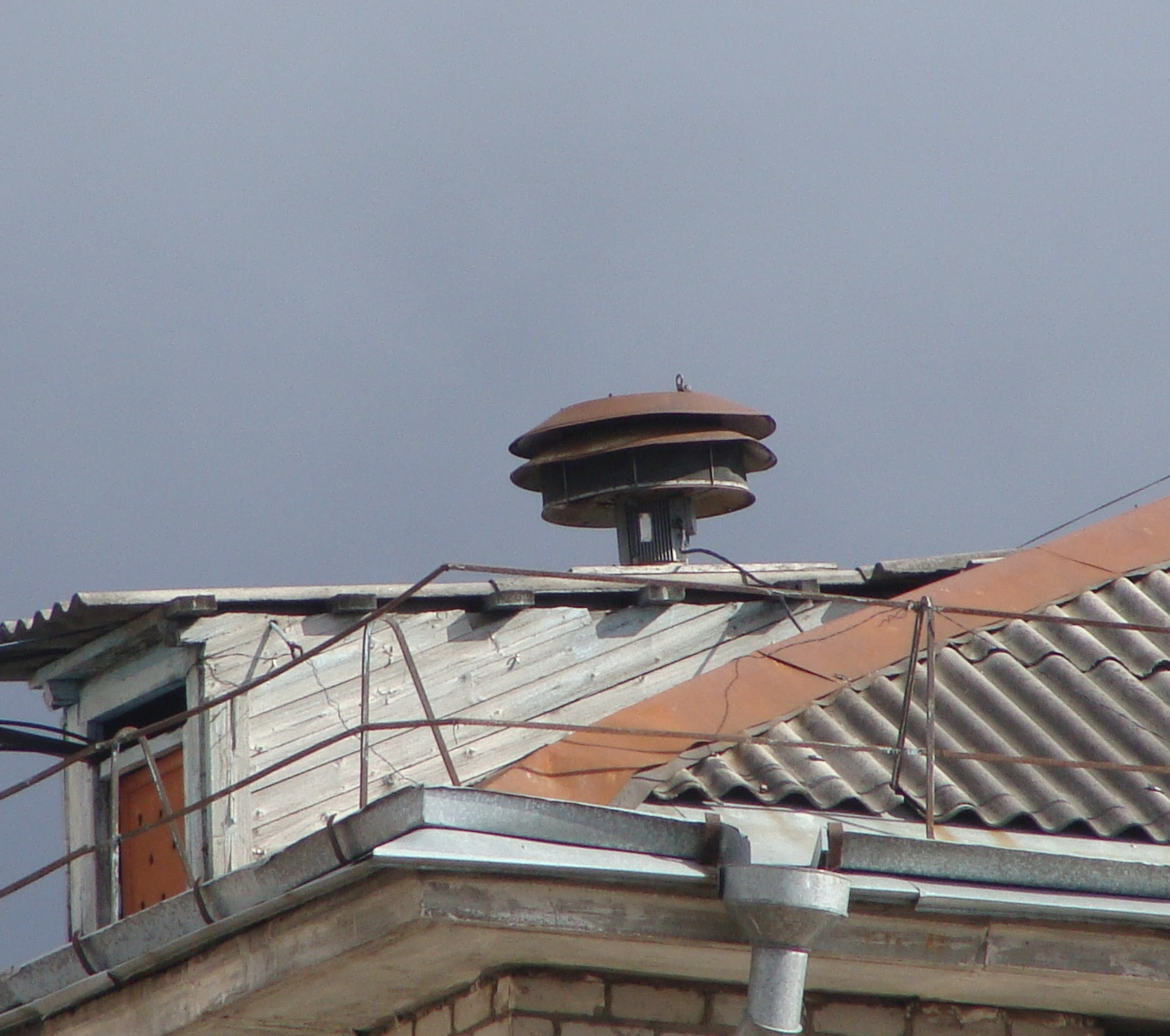
Сирена системы оповещения на крыше здания. Россия

Существуют уровни АСЦО: федеральный, межрегиональный, региональный, муниципальный и объектовый. Для оповещения населения используют региональный, муниципальный и объектовый уровни. Системой оповещения населения в России ведает ГОЧС, в том числе Общероссийской комплексной системой информирования и оповещения населения в местах массового пребывания людей («ОКСИОН»), а также интегрированную в неё региональной автоматизированной системой централизованного оповещения гражданской обороны (РАСЦО ГО) и Системой защиты от чрезвычайных ситуаций природного и техногенного характера, информирования и оповещения населения на транспорте («СЗИОНТ»).
В настоящее время в России существует один условный сигнал оповещения населения — сигнал «Внимание всем!», который передаётся завывающим звуком электрических и электронных сирен. После его передачи осуществляется информирование населения по сетям вещания: радиовещание (включая проводные сети) и телевещание (включая сети кабельного телевидения). В информационных сообщениях говорится о характере возникшей угрозы и порядке действий. Также, возможно оповещение автоматизированной рассылкой СМС-сообщений (в повседневной жизни подобные сообщения рассылаются о природных катаклизмах).
Периодически проводятся плановые выборочные проверки (в ограниченном режиме) и отлаживания системы и действий привлечённых структур, о чём предварительно через СМИ предупреждается население. В СССР к учебным тревогам привлекались и широкие круги населения в целях отработки действий при реальном срабатывании системы оповещения, в России подготовленность и знания у населения ниже. По состоянию на 2012-2014 годы была в не лучшем состоянии и сама система централизованного оповещения в немалой части регионов России, особенно в малых населённых пунктах. 
Региональный уровень
Муниципальный уровень
Объектовый уровень
На объектах, отнесённых к категориям по ГО и продолжающих функционирование в военное время, создаются объектовые системы оповещения населения.
Локальная система оповещения

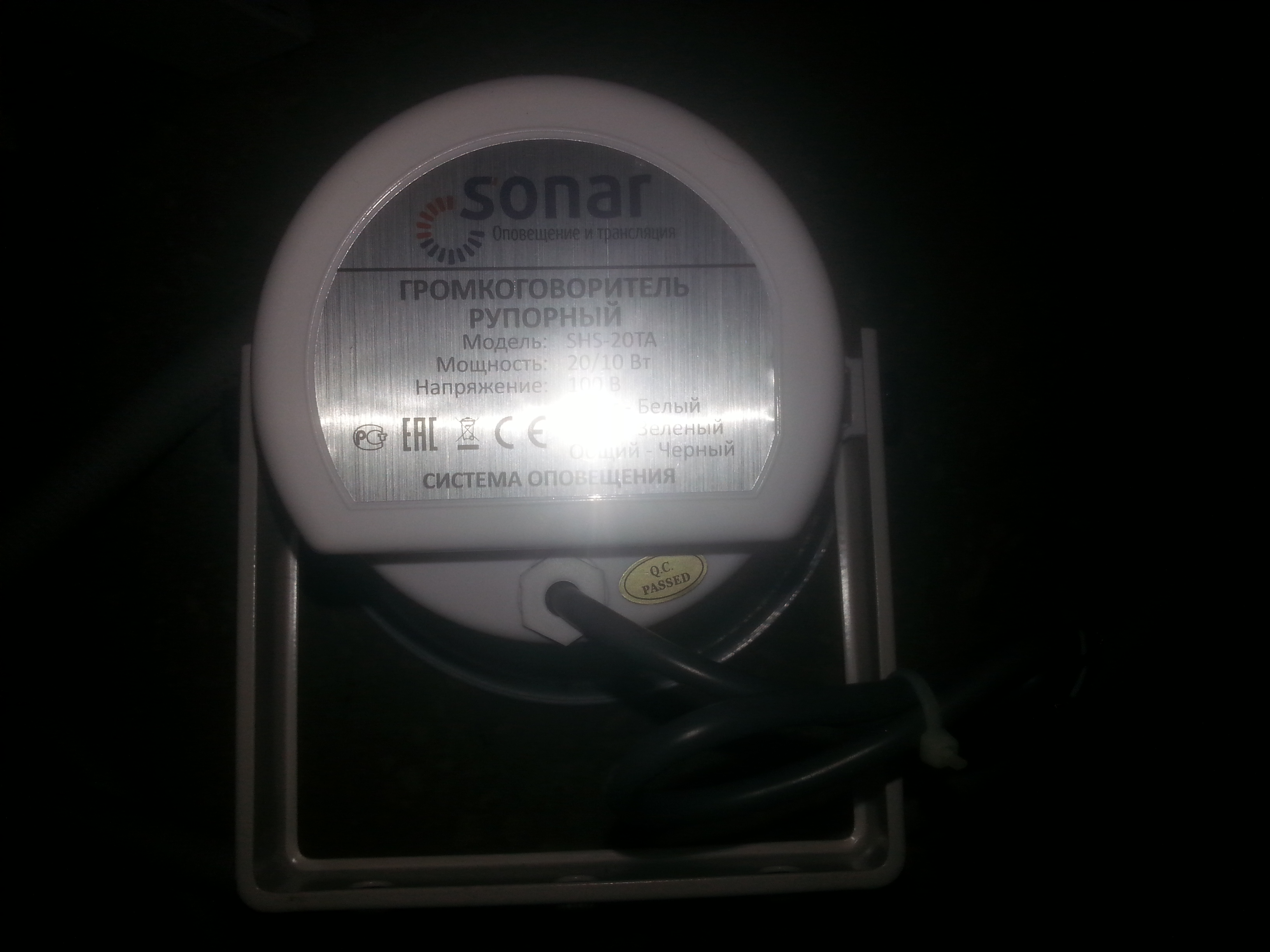
Рупорный громкоговоритель (вид сзади) для системы оповещения

Создается в организации, эксплуатирующей потенциально опасный объект (опасные производственные объекты I и II классов опасности, особо радиационно опасные и ядерно опасные производства и объекты, гидротехнические сооружения чрезвычайно высокой опасности и гидротехнические сооружения высокой опасности). Используется для доведения сигналов и экстренной информации до руководства объекта, аварийно-спасательных формирований объекта, персонала объекта, населения и дежурно-диспетчерских служб, попадающих в зону оповещения рядом с объектом.  Зоны действия составляют: для химически опасного производственного объекта — 2,5 км; для радиационно опасного и ядерноопасного производства и объекта — 5 км; для гидротехнического сооружения — 6 км. Входит в состав региональной или муниципальной системы оповещения. Запускается по распоряжению руководителя организации.

## В других странах
Подобные системы оповещения, с некоторыми различиями между собой, есть и в других странах — в частности, в США, Канаде, Израиле, Великобритании, Германии, Австрии, Франции, Италии, Нидерландах, Дании, Норвегии, Швейцарии, Финляндии и ряде других стран ЕЭС, Японии, Украине, Китае, Сингапуре, Латвии.
Так, 13 января 2018 года в штате Гавайи вследствие ошибки сотрудника была запущена система автоматического оповещения населения. Учитывая, что она была запущена без предварительного предупреждения о запуске с учебной или проверочной целью, а также внешнеполитическую ситуацию США сложившуюся на то время, данный запуск вызвал панику среди населения штата. Опровержение тревоги было произведено через 18-38 минут, сам принцип запуска системы был впоследствии скорректирован.
Ложное срабатывание, в результате короткого замыкания, было к примеру и в городе Дзержинске в России ночью 18 апреля 2017 года и из-за сбоя в системе в Нижнем Новгороде утром 25 июня 2020 года